# Veliki rječnik hrvatskoga standardnog jezika
Veliki rječnik hrvatskoga standardnog jezika (skraćeno VRH) rječnik je hrvatskoga jezika u izdanju Školske knjige iz 2015. Sadrži 1814 stranica, od kojih 1788 stranica pokriva rječničku građu.

## Opis
Rječnik sadrži više od 120 000 natuknica i podnatuknica u trima stupcima te obuhvaća više od četiri milijuna riječi. Rječnik je u boji, natuknice, naslovi i podnaslovi napisani su plavom bojom kako bi se istaknuli od ostaloga sadržaja. Svaka stranica u prosjeku sadrži 67 natuknica i podnatuknica. Svaka je natuknica izvučena za jedno slovo u odnosu na ostatak stupca te su sve natuknice i podnatuknice podebljane kako bi se bolje istaknule. Uz rub svake stranice nalazi se hrvatska abeceda te su stranice istih slova označene plavom crtom kako bi se lakše snalazilo po slovima rječnika te kako bi vidjeli koliko stranica ima nekog slova. U rječnik su također uvrštene brojne suvremene novotvorenice stranoga i domaćeg podrijetla.

## Rad na rječniku
U stručnome uredništvu sudjelovali su: Liljana Jojić kao glavna urednica, a radila je i na leksikografsko-informatičkoj obradbi; Anuška Nakić kao urednica te Nada Vajs Vinja i Vesna Zečević kao stručne urednice. Rječnik je recenziralo petero recenzenata i u radu na rječniku sudjelovalo je još petero redaktora, a devetero stručnih suradnika izrađivalo je natuknice. Suradnici su bili: Jelena Cvitanušić Tvico, Ranka Đurđević, Igor Marko Gligorić, Janko Komočar, Aida Korajac, Ines Kotarac, Ivana Krajačić, Ivan Ott, Katja Peruško, Nika Štriga i Dijana Vlatković. Na unosu podataka radio je Janko Komočar. Korice je dizajnirao Branimir Sabljić. Grafičko-likovna urednica rječnika jest Željka Sambolek Mikota, uz grafičku pripremu Grafičko-likovne redakcije Školske knjige. Rječnik je tiskao Grafički zavod Hrvatske.
Izradba rječnika trajala je četiri godine. Tiskan je u lipnju 2015. u Zagrebu, a predstavljen je na Interliberu 14. studenoga 2015. Uz urednike i suradnike o ovom rječniku govorio je akademik August Kovačec te recenzent Ivo Pranjković. U knjizi se nalazi i kartica s kodom za preuzimanje e-rječnika.

## Vanjske poveznice
- VELIKI RJEČNIK HRVATSKOG standardnog jezika - Školski portal
- Objavljen Veliki rječnik hrvatskog standardnog jezika - tportal
- Žužul: U ‘Velikom rječniku hrvatskoga standardnog jezika’ sadržan identitet hrvatskoga naroda